# Nati nel 1915/Settembre
| Questa pagina contiene informazioni ricavate automaticamente dalle voci biografiche con l'ausilio del template Bio e di un bot. L'aggiornamento è periodico e automatico e ricostruisce completamente la pagina. Se manca una persona in questa lista, sei pregato di non aggiungerla, ma accertati piuttosto che la sua voce biografica contenga il template Bio e che i dati anagrafici siano correttamente compilati. Se il template Bio manca, inseriscilo tu stesso o, in alternativa, metti l'avviso {{tmp\|Bio}} che ne segnala la mancanza. Se i dati riportati sono sbagliati, correggi direttamente la voce biografica; le modifiche saranno visibili in questa lista entro pochi giorni. Per chiarimenti vedi il progetto biografie. La lista contiene solo le 143 persone che sono citate nell'enciclopedia e per le quali è stato implementato correttamente il template Bio. Pagina aggiornata al 26 lug 2025. |

- 1º settembre - Ken Aston, arbitro di calcio britannico († 2001)
- 1º settembre - Luigi Compagnone, giornalista, scrittore e poeta italiano († 1998)
- 1º settembre - Michele Giorgianni, giurista italiano († 2003)
- 1º settembre - Émile Masson, ciclista su strada belga († 2011)
- 1º settembre - Bernie Opper, cestista statunitense († 2000)
- 1º settembre - Alfredo Orecchio, scrittore, giornalista e critico cinematografico italiano († 2001)
- 1º settembre - Sławomir Rawicz, ufficiale e scrittore polacco († 2004)
- 2 settembre - Hans-Joachim Koellreutter, direttore d'orchestra, compositore e scrittore tedesco († 2005)
- 2 settembre - Dai-Keong Lee, compositore cinese († 2005)
- 2 settembre - Martin Rickelt, attore tedesco († 2004)
- 3 settembre - Jacinto Barquín, calciatore cubano
- 3 settembre - Memphis Slim, cantante, pianista e compositore statunitense († 1988)
- 3 settembre - Knut Nystedt, compositore norvegese († 2014)
- 3 settembre - Louie Sauer, cestista statunitense († 1985)
- 3 settembre - Enrico Zoffoli, presbitero e teologo italiano († 1996)
- 4 settembre - Robert Bayot, schermidore belga († 1964)
- 4 settembre - Estela Canto, scrittrice, giornalista e traduttrice argentina († 1994)
- 4 settembre - Annamaria Giotto, cestista italiana († 2021)
- 4 settembre - Harry Larsen, canottiere danese († 1974)
- 4 settembre - Árpád Lengyel, nuotatore ungherese († 1993)
- 4 settembre - Rudolf Schock, tenore tedesco († 1986)
- 5 settembre - Gunnar Åhs, bobbista svedese († 1994)
- 5 settembre - Jack Buetel, attore statunitense († 1989)
- 5 settembre - Emel Cimcoz, pittrice turca († 2013)
- 5 settembre - Innocenzo Fergnani, partigiano italiano († 1944)
- 5 settembre - Michele Lizzi, pianista, compositore e direttore d'orchestra italiano († 1972)
- 5 settembre - Richard McNamara, attore, doppiatore e direttore del doppiaggio statunitense († 1998)
- 5 settembre - Horst Sindermann, politico tedesco († 1990)
- 6 settembre - Renzo Amadesi, calciatore italiano († 2005)
- 6 settembre - Arrigo Boldrini, partigiano e politico italiano († 2008)
- 6 settembre - Antonio Cunial, vescovo cattolico italiano († 1982)
- 6 settembre - Alberto Frigeri, calciatore italiano
- 6 settembre - Umberto Silvestri, lottatore, rugbista a 15 e allenatore di rugby a 15 italiano († 2009)
- 6 settembre - Franz Josef Strauß, politico tedesco († 1988)
- 7 settembre - Maria Corti, filologa, critica letteraria e scrittrice italiana († 2002)
- 7 settembre - Jock Dodds, calciatore scozzese († 2007)
- 7 settembre - Oskar Formánek, vescovo cattolico slovacco († 1991)
- 7 settembre - Kiyoshi Itō, matematico giapponese († 2008)
- 7 settembre - Wibs Kautz, cestista statunitense († 1979)
- 7 settembre - Rube Lautenschlager, cestista statunitense († 1992)
- 7 settembre - Gerard Ross Norton, militare sudafricano († 2004)
- 7 settembre - Vincenzo Spinoso, scrittore, giornalista e poeta italiano († 1951)
- 8 settembre - Mario Bastia, partigiano italiano († 1944)
- 8 settembre - Frank Cady, attore statunitense († 2012)
- 8 settembre - Mario Cornali, pittore italiano († 2011)
- 8 settembre - Mario De Benedetti, ciclista su strada e imprenditore italiano († 1977)
- 8 settembre - Bryan Wynter, pittore britannico († 1975)
- 9 settembre - Paolo Bufalini, politico e partigiano italiano († 2001)
- 9 settembre - Gozo Shioda, artista marziale giapponese († 1994)
- 9 settembre - Richard Webb, attore statunitense († 1993)
- 10 settembre - Nunzio Cossu, poeta e scrittore italiano († 1971)
- 10 settembre - Glynn Downey, cestista e allenatore di pallacanestro statunitense († 1976)
- 10 settembre - Hasse Ekman, attore e regista svedese († 2004)
- 10 settembre - Joachim Helbig, militare e aviatore tedesco († 1985)
- 10 settembre - Leroy Nash, criminale statunitense († 2010)
- 10 settembre - Edmond O'Brien, attore statunitense († 1985)
- 11 settembre - Umberto Benedetto, regista teatrale italiano († 2003)
- 11 settembre - Raimondo Lanza di Trabia, dirigente sportivo, diplomatico e militare italiano († 1954)
- 11 settembre - Raúl Alberto Lastiri, politico argentino († 1978)
- 11 settembre - Luigi Moraldi, filologo e biblista italiano († 2001)
- 12 settembre - Kruger Gavioli, militare italiano († 1942)
- 13 settembre - Eraldo Fico, operaio e partigiano italiano († 1959)
- 13 settembre - Clint Frank, giocatore di football americano statunitense († 1992)
- 13 settembre - Gösta Magnusson, sollevatore svedese († 1948)
- 13 settembre - Peter Wykeham, militare e aviatore britannico († 1995)
- 14 settembre - Mario Bellagambi, generale, aviatore e militare italiano († 2001)
- 14 settembre - Elena Da Venezia, attrice italiana († 2003)
- 14 settembre - John Dobson, astronomo e divulgatore scientifico statunitense († 2014)
- 14 settembre - Mack Hellings, pilota automobilistico statunitense († 1951)
- 14 settembre - Douglas Kennedy, attore statunitense († 1973)
- 14 settembre - Karel Kuhn, cestista cecoslovacco († 1981)
- 14 settembre - Luigi Obuel, calciatore italiano († 1995)
- 15 settembre - Bruno Arcari, calciatore e allenatore di calcio italiano († 2004)
- 15 settembre - Henry Brant, compositore e musicista statunitense († 2008)
- 15 settembre - Al Casey, chitarrista statunitense († 2005)
- 15 settembre - John Conte, attore statunitense († 2006)
- 15 settembre - José Nicomedes Grossi, vescovo cattolico brasiliano († 2009)
- 15 settembre - John Isaacs, cestista statunitense († 2009)
- 15 settembre - Helmut Schön, calciatore e allenatore di calcio tedesco († 1996)
- 16 settembre - Ennio Cocchi, pittore e disegnatore italiano († 1987)
- 17 settembre - Maqbool Fida Husain, pittore, regista e sceneggiatore indiano († 2011)
- 17 settembre - Davide Lanzoni, rugbista a 15, allenatore di rugby a 15 e dirigente sportivo italiano († 1988)
- 17 settembre - Umberto Tosi, calciatore italiano
- 18 settembre - Eduardo Boza Masvidal, vescovo cattolico cubano († 2003)
- 18 settembre - Luis Carrasco, cestista cileno
- 18 settembre - Jilma Madera, scultrice e pittrice cubana († 2000)
- 18 settembre - Giuseppe Marozin, partigiano italiano († 1966)
- 18 settembre - Bob Nugent, cestista statunitense († 1995)
- 19 settembre - Germán Valdés, attore, cantante e comico messicano († 1973)
- 19 settembre - Jóhann Hafstein, politico islandese († 1980)
- 19 settembre - Leonida Rosino, astronomo italiano († 1997)
- 19 settembre - Burt Shevelove, drammaturgo, librettista e regista teatrale statunitense († 1982)
- 19 settembre - Blanche Thebom, mezzosoprano statunitense († 2010)
- 20 settembre - Malik Meraj Khalid, politico pakistano († 2003)
- 20 settembre - Siegfried Powolny, pallamanista austriaco († 1944)
- 20 settembre - Bernie Price, cestista statunitense († 2002)
- 21 settembre - Franco Anselmi, partigiano italiano († 1945)
- 21 settembre - José Spirolazzi, calciatore argentino
- 21 settembre - Kaku Takagawa, goista giapponese († 1986)
- 22 settembre - Carlo Emanuele Buscaglia, aviatore italiano († 1944)
- 22 settembre - Vincent J. Donehue, regista statunitense († 1966)
- 22 settembre - Bianca Doria, attrice italiana († 1985)
- 22 settembre - Ferdinand Jassogne, schermidore belga
- 22 settembre - Arthur Lowe, attore britannico († 1982)
- 22 settembre - Serigne Saliou Mbacké, religioso senegalese († 2007)
- 22 settembre - Sergej Ivanovič Osipov, pittore russo († 1985)
- 22 settembre - Bernardino Piñera Carvallo, arcivescovo cattolico e medico cileno († 2020)
- 22 settembre - Antonio Ratti, imprenditore italiano († 2002)
- 23 settembre - Julius Baker, flautista statunitense († 2003)
- 23 settembre - Sergio Bertoni, calciatore e allenatore di calcio italiano († 1995)
- 23 settembre - Aurelio Marchese, calciatore e allenatore di calcio italiano († 1996)
- 23 settembre - John Sheehan, chimico statunitense († 1992)
- 23 settembre - Clifford Shull, fisico statunitense († 2001)
- 24 settembre - Carlo Bandirola, pilota motociclistico italiano († 1981)
- 24 settembre - Vittorio Folonari, bobbista italiano († 2010)
- 24 settembre - Larry Gates, attore statunitense († 1996)
- 24 settembre - Ettore Gracis, direttore d'orchestra e compositore italiano († 1992)
- 24 settembre - Toyoji Takahashi, calciatore giapponese († 1940)
- 25 settembre - Einar Gundersen, calciatore norvegese († 1997)
- 25 settembre - Ernesto Lazzatti, calciatore, allenatore di calcio e giornalista argentino († 1988)
- 27 settembre - Biagio Andò, politico italiano († 1961)
- 27 settembre - Milan Antolković, allenatore di calcio e calciatore jugoslavo († 2007)
- 27 settembre - Gianfranco Bianchi, giornalista, storico e partigiano italiano († 1992)
- 27 settembre - Frank Gerstle, attore statunitense († 1970)
- 27 settembre - Cy Howard, sceneggiatore, produttore cinematografico e regista statunitense († 1993)
- 27 settembre - Jack Parker, multiplista statunitense († 1964)
- 27 settembre - Victoria Risk, attrice statunitense († 1992)
- 27 settembre - Marcello Spadolini, ciclista su strada italiano († 2009)
- 28 settembre - Michał Czajczyk, cestista polacco († 1945)
- 28 settembre - Ethel Greenglass, attivista statunitense († 1953)
- 28 settembre - Frank Neubert, militare e aviatore tedesco († 2003)
- 28 settembre - Vladimir Svetilko, sollevatore sovietico († 1996)
- 28 settembre - Iļja Vestermans, calciatore lettone († 2005)
- 29 settembre - Giulio Cantoni, farmacologo italiano († 2005)
- 29 settembre - Vincent DeDomenico, imprenditore statunitense († 2007)
- 29 settembre - Nihat Ertuğ, cestista turco
- 29 settembre - Oscar Handlin, storico statunitense († 2011)
- 29 settembre - Brenda Marshall, attrice statunitense († 1992)
- 29 settembre - Michel Payen, calciatore francese († 2002)
- 29 settembre - Nina Savina, canoista sovietica († 1965)
- 30 settembre - Lester Maddox, politico e imprenditore statunitense († 2003)
- 30 settembre - Zbigniew Resich, politico, magistrato e cestista polacco († 1989)
- 30 settembre - Angelo Rossi, partigiano e attivista italiano († 1987)